# CAGE FORCE (2010年11月)
CAGE FORCE（ケージ・フォース）は、日本の総合格闘技団体「CAGE FORCE」の大会の一つ。2010年11月28日、東京都江東区有明のディファ有明で開催された。

## 大会概要
メインイベントでは高木健太が現役修斗環太平洋ミドル級王者佐藤洋一郎と対戦し、1R開始42秒高木がスタンドでの右肘打ちで佐藤の左目尻をカットさせ、ドクターストップによるTKO勝ちを収めた。試合後、CAGE FORCE王座挑戦をアピールした。
第8試合では、CAGE FORCEとパンクラスの対抗戦が行なわれ、パンクラス・フライ級4位の江泉卓哉がタイガー石井にTKO勝ちを収めた。第7試合でも、パンクラス・バンタム級2位の赤井太志朗がプロシューター直撃我聞に判定勝ちを収めパンクラス勢は2連勝となった。
前戦で勝利し、パンクラスとの対抗戦出場を希望した市川ランデルマンは希望叶わず、プロシューター岡田孔明との対戦となったが、開始26秒パウンドでKO勝ちを収めた。
THE OUTSIDERで8戦5勝2敗1分の戦績を収めた渋谷莉孔渋谷莉孔がリングネームを三上アスカと改めプロデビュー。金内雄哉に3-0の判定勝ちを収めた。
DEMOLITION WESTで行なわれたCAGE FORCE選抜バンタム級トーナメントで優勝を果たした魚井守がCAGE FORCEデビューを果たし、杉島大輔にKO勝ちを収めた。

## 試合結果
第1試合 フェザー級 3分3R
○  稲葉聡 vs.  佐々木郁矢 ×
3R終了 判定2-0
第2試合 バンタム級 3分3R
○  魚井守 vs.  杉島大輔 ×
1R 0:38 KO（左ストレート）
第3試合 フライ級 3分3R
○  三上アスカ vs.  金内雄哉 ×
3R終了 判定3-0
第4試合 ライトヘビー級 3分3R
○  スチュワート・フルトン vs.  松本光正 ×
1R 0:35 KO（パウンド）
第5試合 ライト級 3分3R
○  安藤晃司 vs.  佐久間博彰 ×
1R 0:26 TKO（レフェリーストップ：パウンド）
第6試合 フェザー級 3分3R
○  市川ランデルマン vs.  岡田孔明 ×
2R 2:49 KO（左フック→パウンド）
第7試合 バンタム級 5分3R
○  赤井太志朗 vs.  直撃我聞 ×
3R終了 判定3-0
第8試合 フライ級 5分3R
○  江泉卓哉 vs.  タイガー石井 ×
2R 0:36 TKO（レフェリーストップ：パウンド）
第9試合 ウェルター級 5分3R
○  高木健太 vs.  佐藤洋一郎 ×
1R 0:42 TKO（ドクターストップ：左目尻カット）